# 無人之境 (香港電視劇)
《無人之境》（英語：Through a Lens Darkly）是MakerVille出品的時裝電視劇。由周家怡、周國賢、王家晴、李炘頤、陳安立、駱振偉、陳子豐、王頌茵、曾贊學、劉錫賢、黃靖濤主演。為《ViuTV 2024》節目巡禮劇集之一。本劇由2024年6月24日至7月5日，逢星期一至五21:30－22:30，於ViuTV首播。

## 角色

### 祈豐大廈住客
| 演員         | 角色   | 備註 |
| 周家怡       | 張秀凌 | 阿凌 巫立賢（阿巫）妻子，後離婚 中學書記 中學時與父母移民澳洲，大學畢業前與阿巫返港，之後與他結婚 一直希望移民回澳洲 第2集被阿巫以無人機發現晚上假裝上投資班，實在到阿冰家中唱卡拉OK 第4集因阻止Summer自殺而遲回家，令買家摸門釘，被阿巫誤會為不希望賣樓，和阿巫有分歧，後由大頭化解分歧 第6集發現阿巫以無人機偷拍自己和阿冰後離家出走，到阿冰家中暫住 第8集拒絕暉仔的表白 第9集透露一直不想要小朋友，但3年前曾在無帶安全套下性交導致懷孕，但流產收場，反而感到釋懷 第10集辭去學校書記和同意賣樓，並決定與阿巫離婚 搬走前和阿巫觀看他拍下的無人機片段                                                                                        |
| 周國賢       | 巫立賢 | 阿巫 張秀凌（阿凌）丈夫，後離婚 為人直率，不擅長社交 因父親好賭而令到兒時家貧，所以極之討厭賭博 十多年前到澳洲作交換生時認識並成功追求阿凌，並與阿凌返港後結婚 為了不被阿凌父親看不起而買樓 為了供樓一日打兩份工 希望賣樓搬去大頭附近居住，和阿凌有分歧，後由大頭化解分歧 以無人機偷看各人生活，卻意外救了羅老太 第6集被阿凌發現以無人機偷拍她到阿冰家中唱卡拉OK，因此被阿凌憎恨 第8集被葉生發現他用無人機偷拍其他住戶，而令大廈出通告禁止此行為 一直希望要小朋友，3年前曾在無帶安全套下性交導致阿凌懷孕，但流產收場而感到傷心 以為換樓可以解決與阿凌的分歧，最後賣樓及離婚 第10集把公司抽獎贏得的遊戲機送給Summer（但Summer不知道是誰送的） |
| 王家晴       | Summer | 幼稚園實習老師，但不喜歡自己的工作 經常順從母親為自己的安排 因壓力大而偷竊，幸獲文具店老闆原諒 企圖自殺但被阿凌及時阻止 最終辭去實習老師一職 和Buzz有感情線，後同居 獲得阿巫送出的遊戲機（但她不知是阿巫送的） |
| 李炘頤       | 阿冰   | 跳舞導師 到Summer任教的幼稚園教學生跳舞 阿凌好友 曾和有婦之夫來往，更一起殉情但被救回 因此事導致聲名受損，幾年後改名重回本業，伙拍Alice及KC開辦舞蹈學校，但向Alice謊稱曾到西班牙深造舞蹈 被揭發與情夫殉情不遂往事及謊稱到西班牙深造後，導致大量舞蹈學校學生退學和Alice退出 因這段經歷而不敢再尋找真愛，反而傾向擁有不少性伴侶 |
| 陳安立       | 陳健威 | Buzz 健身教練，但對自己外觀無信心，常因此感到自卑 和Summer有感情線，後同居 羅百輝（蘿蔔）兒時好友，但因蘿蔔看到自己被欺負時見死不救而痛恨對方 在蘿蔔健身時伺機向對方報仇，令對方幾乎死在舉重床上 |
| 劉錫賢       | 葉永權 | 葉生 屋苑業主立案法團主席 妻子已歿，所以把精神都花在法團事務上 喜歡看閉路電視監視居民 經常在網上和女伴聊天及在家與女玩偶自言自語，但有一次墮入小學生設置的網戀陷阱後，宣告辭職 |
| 黃靖濤       | 暉仔   | 阿巫的鄰居 丘教授兒子，但和家人關係不佳 在阿凌工作的中學任職兼職籃球助教，後升為全職教練 DSE只獲得數分 兒時被父親打到失聰 最終選擇離家出走 學生時代有「彩虹道坦克車」之稱，曾在一場籃球賽時把對手打到甩牙 阿朗失蹤時想盡辦法找回他 第9集向阿凌表白被拒絕 |
| 林小湛       | 羅老太 | 阿巫的鄰居 在家中昏迷，幸被阿巫操控無人機時發現而及時送院 對兒女和外傭Jan都尖酸刻薄 彌留之際希望有人陪她走完最後一段路，但3名子女都不願意 最終在Jan陪伴下離世 |
| 周偉強       | 丘教授 | 大學教授 表面上是模範丈夫及父親，實際上經常虐打妻兒 其教職除了面臨減人工外，也面臨被後輩取代 其暴行被阿巫的無人機拍攝到，但收到阿巫暗中放在信箱的虐妻照片後，反而更變本加厲 |
| 吳鳳鳴       | 丘太   | 丘教授妻子 每次被打之後都選擇原諒丈夫 |
| Siti Fatimah | Jan    | thunder_0922（IG帳號），並以此帳號發放自行創作的歌曲 羅老太的外傭 因不滿父親不肯接受她是女同性戀者而來港當家傭 羅老太彌留時，同時面對父親去世，感到十分為難 懇求羅老太的兒子陪伴羅老太 最終決定和羅老太走完最後一程 羅老太去世後回鄉 |

### 其他
註︰由於片尾沒有提供角色名稱，此部份角色名稱只根據劇中對白找出來
| 演員   | 角色       | 備註 |
| 陳子豐 | 歐陽生     | 阿巫同事 Sharon丈夫 對妻子偷情選擇視而不見                                                                                      |
| 曾贊學 | 阿膽       | 阿巫同事 升職後對同事頤指氣使                                                                                                   |
| 李傑樺 | Patrick    | 阿巫同事 |
| 梁皓恩 | Sharon     | 歐陽生妻子 在公司和其他男同事偷情                                                                                               |
| 王頌茵 | Miss Chan  | 阿凌同事 主動追求學生，因此轉校任教                                                                                             |
| 湯柏希 | 中一男同學 | 入學新生 |
| 黎萬宏 | 大頭       | 阿巫和阿凌好友 地產經紀 因爛賭把阿巫和阿凌買樓的首期輸光，企圖跳樓但被阿凌的電話及時打斷而打消念頭 一手包辦阿巫和阿凌結婚的事宜 |
| 陳俞希 |            | 大頭妻子 |
| 余金珠 |            | 祈豐大廈業主立案法團前主席 因造假帳圍標被揭發而入獄 出獄後以拾荒為生 因曾照顧葉生亡妻，所以仍獲得葉生照顧 後獲派往皇后山邨      |
| 吳保錡 | 羅百輝     | 蘿蔔 Buzz兒時好友，但因Buzz被欺負時見死不救而被對方痛恨                                                                         |
| 劉岦翹 | 子希       | Summer學生 因不肯跳舞被Summer責怪 和祖母目睹Summer偷竊，後來Summer以容許不跳舞換取他保守這個秘密                                |
| 鄭蓓娜 |            | Summer上司 受Summer母親所托照顧Summer，卻成為Summer壓力來源                                                                     |
| 馮禮慈 |            | 文具店老闆 一早得悉Summer在店內偷竊，但他選擇原諒對方，同時對其他偷竊者包容                                                     |
| 陳甘鳳 |            | 子希祖母 揭發Summer在文具店內偷竊，並且對老闆原諒Summer感到不解                                                                 |
| 張滿源 | Benny      | 大學科主任 曾是丘教授學生，現為丘教授上司 暗示丘教授若要繼續執教，就要面臨減人工                                                |
| 胡源耀 | Clarence   | 丘教授前學生 畢業後應徵和丘教授同一樣的教職，令丘教授感到受威脅                                                                 |
| 駱振偉 | 羅家安     | 羅老太兒子，因不滿母親反對他與Nicholas來往而斷絕關係 最終勉為其難地探望羅老太，並且為Jan取回護照                                |
| 黃寶漳 | Nicholas   | 羅家安男友兼公司同事 |
| 黃宇詩 | 羅家順     | 羅老太女兒，因不滿母親認為她為自己和家庭帶來厄運而斷絕關係 最終拒絕見羅老太最後一面，並認為她是博同情                           |
| 劉皓嵐 | 饒天朗     | 籃球隊隊長 和家人爭執後一度失蹤，後被暉仔找回 在籃球賽阻止暉仔向對方球員動武                                                    |
| 曾睿彤 | Alice      | 阿冰原本的Studio合夥人 但得知阿冰過去後，認為對方是欺騙自己，決定隨即退出                                                       |
| 黃錠江 | KC         | 阿冰的Studio合夥人 對阿冰的過去只知部份事實                                                                                     |
| 區嘉雯 |            | 阿凌母親 對阿凌和阿巫都很好 |
| 葉葆菁 | Karen      | 阿凌同事 在校園音樂日表演舒伯特《聖母頌》                                                                                       |

### 聲演
| 演員   | 角色         | 備註 |
| 陳希諾 | 祈豐大廈住客 |      |
| 張廉生 | Jan父親      |      |

## 分集列表
| 集數 | 標題         | 首播日期      | 片長   |
| ---- | ------------ | ------------- | ------ |
| 1    | 別人的秘密   | 2024年6月24日 | 44分鐘 |
| 2    | Buzz的秘密   | 2024年6月25日 | 44分鐘 |
| 3    | 葉生的秘密   | 2024年6月26日 | 46分鐘 |
| 4    | Summer的秘密 | 2024年6月27日 | 44分鐘 |
| 5    | 丘家的秘密   | 2024年6月28日 | 44分鐘 |
| 6    | Jan的秘密    | 2024年7月1日  | 45分鐘 |
| 7    | 暉仔的秘密   | 2024年7月2日  | 44分鐘 |
| 8    | 阿冰的秘密   | 2024年7月3日  | 46分鐘 |
| 9    | 阿凌的秘密   | 2024年7月4日  | 45分鐘 |
| 10   | 阿巫的秘密   | 2024年7月5日  | 45分鐘 |

## 歌曲
| 曲序 | 曲目       |        | 作曲   | 编曲              | 製作人    | 主唱           | 备注   |
| ---- | ---------- | ------ | ------ | ----------------- | --------- | -------------- | ------ |
| 1.   | 模稜兩可   | 小克   | 周國賢 | 周國賢、Goro Wong | Goro Wong | 周國賢、周家怡 | 主題曲 |
| 2.   | Alive      | 劉芝伶 | 劉芝伶 | 鄧衍輝            |           | 劉芝伶         | 插曲   |
| 3.   | The letter | 劉芝伶 | 劉芝伶 | 鄧衍輝            |           | 劉芝伶         | 插曲   |

## 外部連結
- MakerVille：無人之境 （页面存档备份，存于）
- ViuTV：無人之境（劇集重溫） （页面存档备份，存于）
- ViuTV：製作中（第87集）- 演技爆發合輯!(Off cam版)
- ViuTV：製作中（第88集）- 大細路CP!鬥氣爆爛gag! （页面存档备份，存于）
- ViuTV：製作中（第89集）- 電力告急!眾演員集體冇電! （页面存档备份，存于）
- YouTube上的《無人之境》記者會 FB LIVE
- YouTube上的周仔家怡《無人之境》主題曲《模稜兩可》足本版MV
- YouTube上的《無人之境》片尾插曲《The Letter》
- YouTube上的偷窺人哋秘密嘅吹水會開始啦 《無人之境》FB LIVE
- 豆瓣电影上《無人之境》的資料 （简体中文）

## 電視節目的變遷
| 香港 ViuTV 星期一至五 21:30－22:30 ·                     | 香港 ViuTV 星期一至五 21:30－22:30 ·      | 香港 ViuTV 星期一至五 21:30－22:30 · |
| -------------------------------------------------------- | ----------------------------------------- | ------------------------------------ |
|                                                          | 無人之境 （2024年6月24日—2024年7月5日）   |                                      |
| 神之調酒師（非戲劇節目） （2024年6月10日—2024年6月21日） | 島嶼協奏曲 （2024年7月8日—2024年7月26日） |                                      |